# Toyota Corona EXiV
Toyota Corona EXiV — компактный автомобиль, выпускавшийся с 1989 по 1998 год. Являлся люксовой версией Toyota Corona и во многом имел сходства с Toyota Carina ED. Аббревиатура EXiV обозначает EXtra impressiVe. В Японии Corona EXiV являлся эксклюзивным автомобилем дилерских центров Toyota Japan под названием Toyopet Store и продавался наряду с Corona. Corona EXiV и Carina ED используют ту же платформу Toyota T, что и Celica. Carina ED являлась эксклюзивной моделью для автосалонов Toyota Store, а Celica являлась эксклюзивной моделью для автосалонов Toyota Corolla Store. Когда производство EXiV было прекращено, преемником стал Toyota Progres. 

## Первое поколение (T180; 1989—1993)
Corona EXiV впервые был представлен 6 сентября 1989 года. Он стал эксклюзивом для дилерских центров Toyopet Store. Модель Carina ED, на которой основана модель Corona EXiV, была представлена в 1985 году, а к августу 1989 года было выпущено 264566 экземпляров. При производстве Corona EXiV компания Toyota воспользовалась популярностью модели Cresta, но по более низкой цене и сниженным налоговым обязательствам в зависимости от размеров автомобиля и объёма двигателя.
Подход к хардтопу EXiV сочетался с производительностью Carina 2000GT и Celica, при этом не нарушая уровень производительности Supra. Кузов хардтоп также был у моделей Corolla/Sprinter, получивших названия Corolla Ceres и Sprinter Marino.

Также была доступна технология рулевого управления на четыре колеса. All-Trac и TEMS не предлагались.

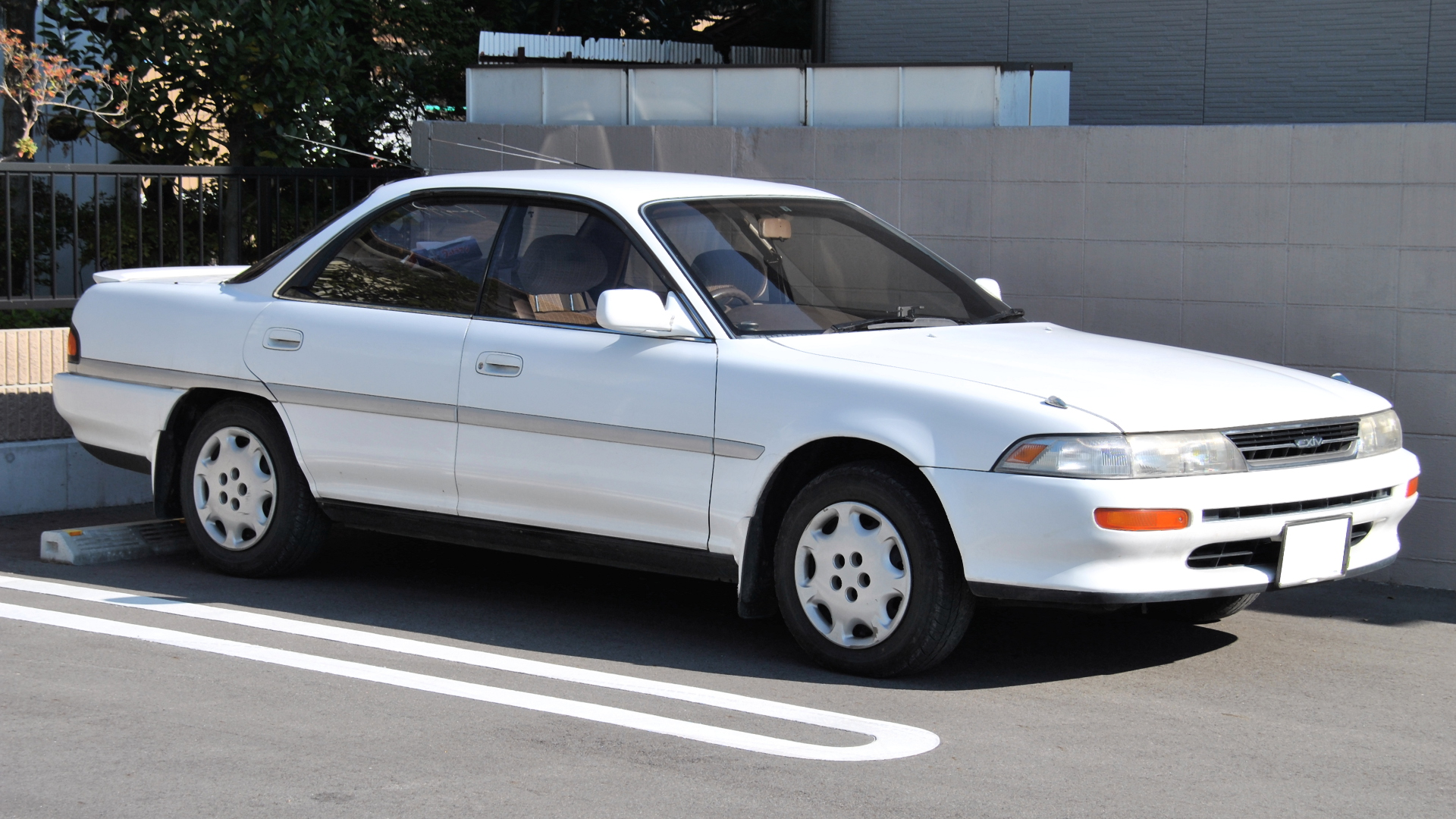
Вид спереди
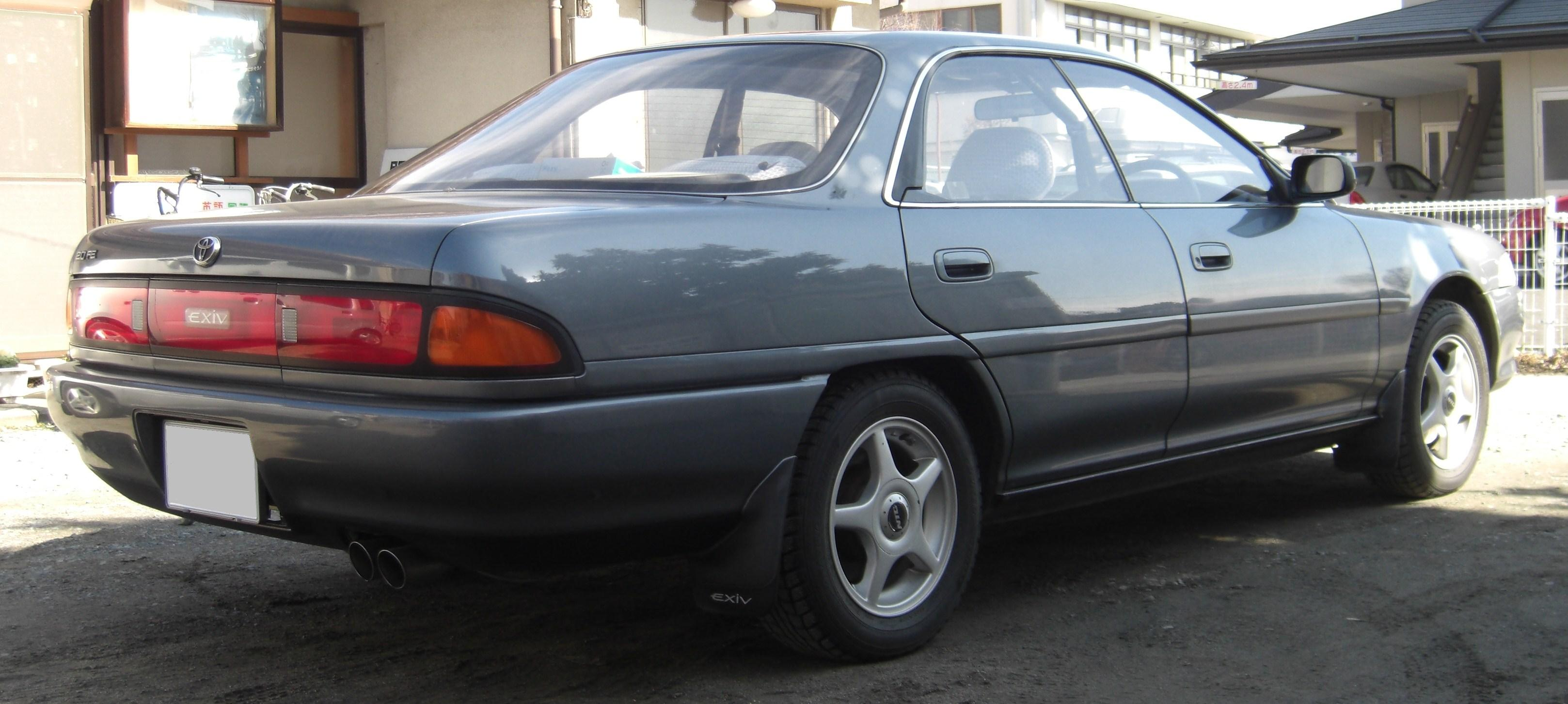
Вид сзади

## Второе поколение (T200; 1993—1998)
В октябре 1993 года был представлен четырёхдверный хардтоп, выпускавшийся наряду с Toyota Carina ED и Toyota Celica шестого поколения.

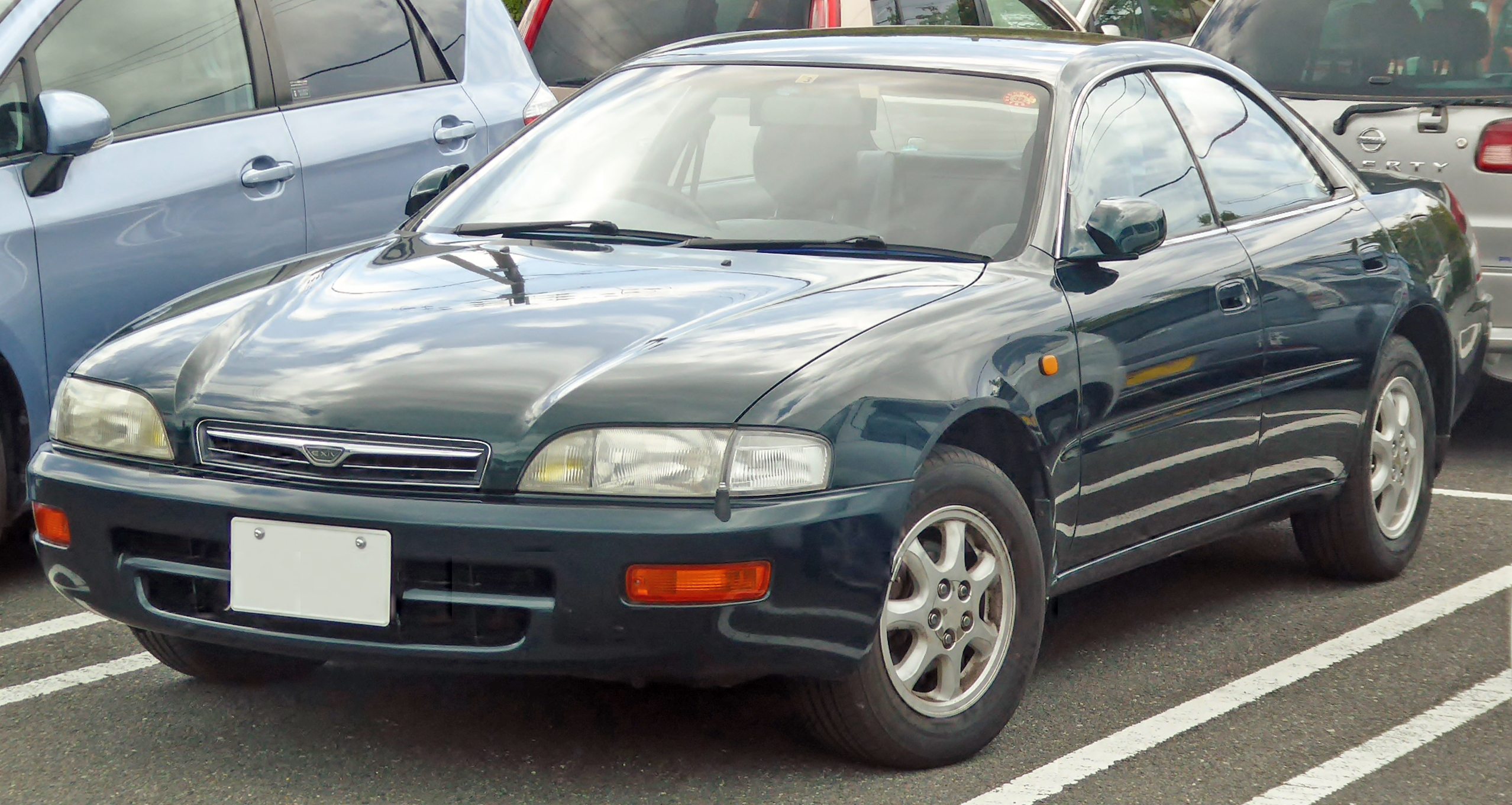
Вид спереди
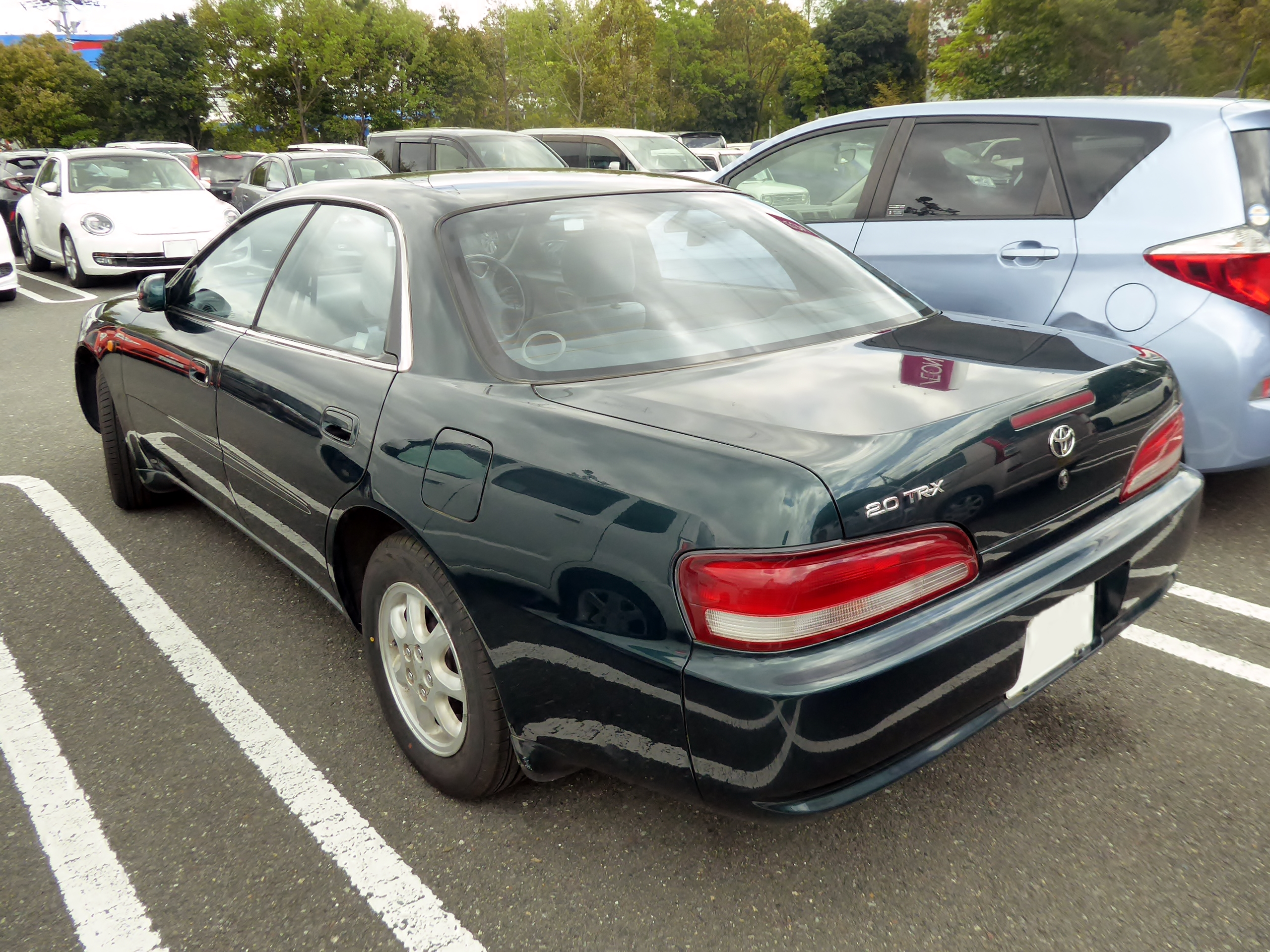
Вид сзади
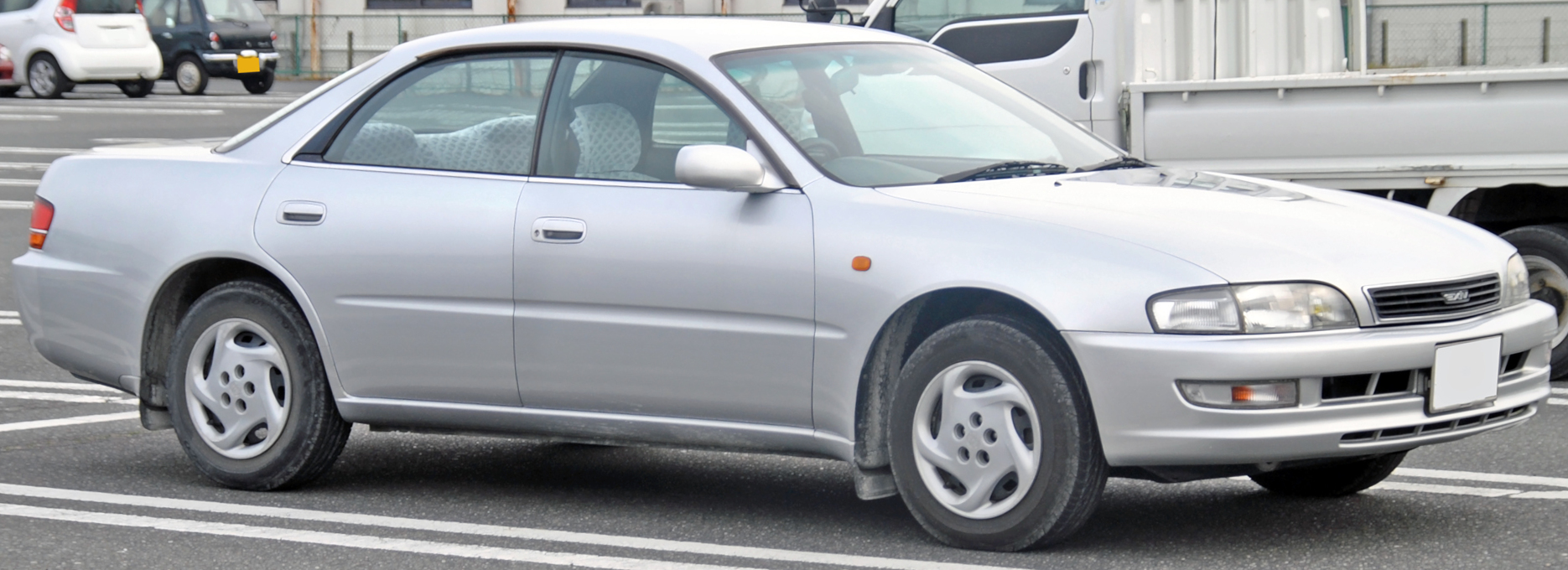
Фейслифтинг передней части
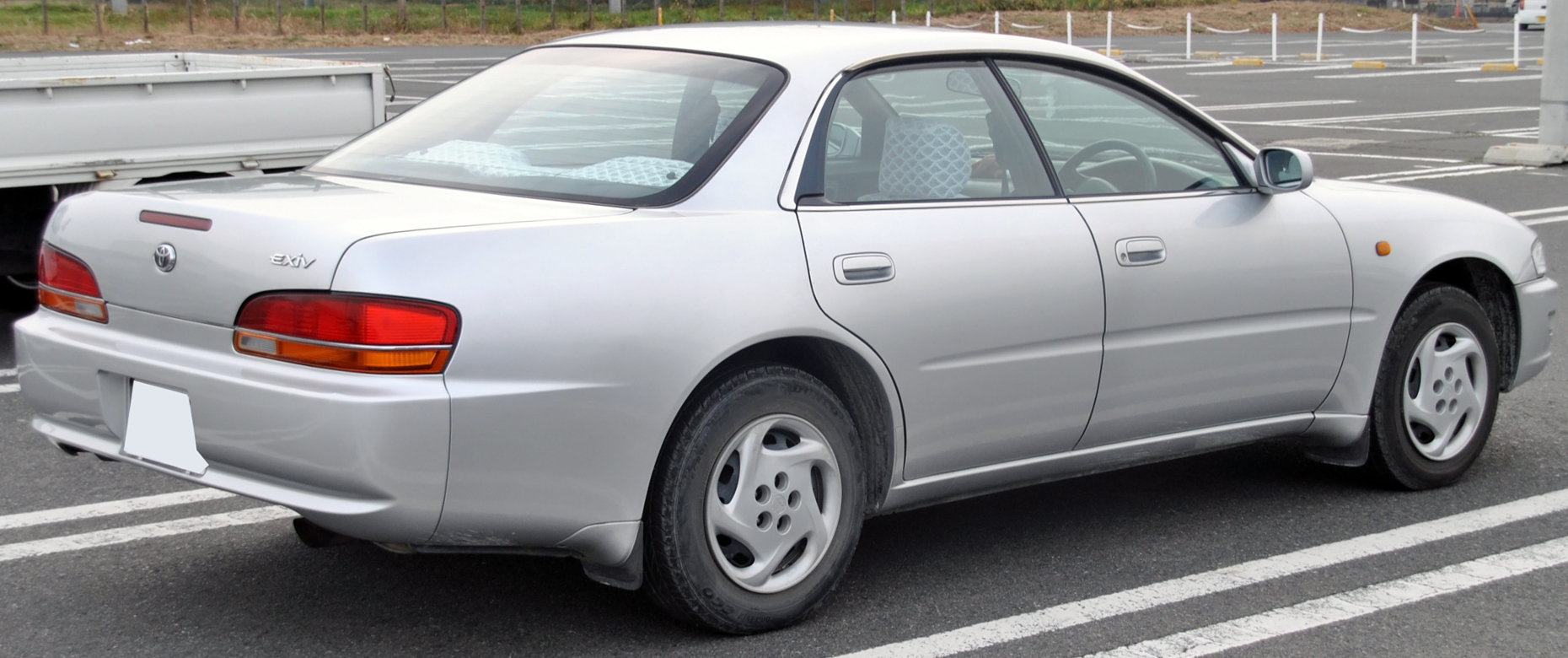
Фейслифтинг задней части